# Moivaro
Moivaro ist ein Verwaltungsbezirk (Ward) des Distrikts Arusha in der tansanischen Region Arusha.

## Geografie
Moivaro liegt im Norden von Tansania. Es liegt im Osten der Stadt zwischen der Nationalstraße T2 im Norden und der Old Moshi Road im Süden am bewaldeten Moivaro Hill. Bei der Volkszählung 2022 lebten hier 12.215 Menschen in 3401 Haushalten.

## Gliederung
Der Bezirk besteht aus sechs Stadtteilen (Mtaa):
- Edanyoemasi
- Moivaro Kati
- Shangarao
- Ngurumaus
- Sekei
- Moshono Kaskazini

## Wirtschaft und Infrastruktur
- Gesundheit: Im Bezirk liegen ein staatliches Gesundheitszentrum[6] und eine private Apotheke.[7]
- Bildung: Die Moivaro Secondary School bildet Jugendliche bis zur 4. Stufe aus.[8]